# Mohamed Madkour
Mohamed Madkour (arabisch محمد مدكور, DMG Muḥammad Madkūr; * unbekannt in Al-Iskandarīya; † unbekannt) war ein ägyptischer Radrennfahrer.

## Sportliche Laufbahn
Madkour war im Bahnradsport und im Straßenradsport aktiv und Teilnehmer der Olympischen Sommerspiele 1924 in Paris. Im Punktefahren schied er aus. Im olympischen Straßenrennen kam er auf den 46. Platz und beendete als einziger Fahrer seines Landes das Rennen.